# Прича о мудром и лудом зидару
Прича о мудром и лудом зидару (позната и као прича о кући на камену) је једна од познатих Исусових алегоријских прича којом се примењивање Исусових речи у животу пореди са изградњом куће на чврстом темељу.
Ова прича је забележена у новозаветним јеванђељима по Матеју (7:24–27) и Луки (6:46–49).

## Прича

### По Матеју
Еванђеље по Матеју преноси следећу Исусову причу:

### По Луки
Верзија у Лукином еванђељу је готово идентична:

## Тумачења
Ова прича наглашава потребу да се Исусово учење спроведе у праксу, и говори о „разлици између две врсте људи чија се срца откривају њиховим делима."
Матејева верзија приче има „сложенију наративну структуру“ јер помиње кишу, ветар и поплаву, за разлику од Луке који помиње само поплаву. Ове силе природе се обично тумаче етички, као животна искушења којима је могуће одупрети се заснивањем живота на Христовом учењу, али се такође могу тумачити и есхатолошки, као долазак смака света.
Уобичајено тумачење приче датира још од Јована Златоустог (око 347–407), који у својој 24. хомилији коментарише Матеја. Он сматра да су под „кишом“, „поплавом“ и „ветром“ метафорички изражене несреће и жалости које сналазе човека; као што су лажне оптужбе, завере, смрти, губици пријатеља, непријатности од незнанаца, и све недаће у животу којих се можемо сетити. Међутим, онај ко се држи Христовог учења налази се „изнад свих валова људских послова“ и не само да му људске пакости ништа не могу, већ је заштићен и од ђавољих напада.